# Le Jeune Wallander
Pour les articles homonymes, voir Wallander.
Le Jeune Wallander (Young Wallander) est une série télévisée dramatique policière britannico-suédoise créée par Ben Harris et diffusée depuis le 3 septembre 2020 sur la plateforme Netflix. Il s'agit de l'adaptation du personnage des romans suédois Kurt Wallander de Henning Mankell.

## Synopsis
Fraîchement sorti de la formation, le jeune Kurt Wallander (Adam Pålsson) vient de finir son service au commissariat et tente de rentrer chez lui dans un appartement à Malmö. En chemin, dans son quartier de Rosengård, il assiste aux disputes des jeunes footballeurs professionnels Hugo et Ibra (Jordan Adene). En pleine nuit, il se réveille brusquement par des bruits venant du dehors, dans le quartier. Il découvre des voisins et des gangs haineux immigrés devant Hugo sauvagement attaché à la barrière de protection, bouche scotchée. Un individu arrache le scotch de la victime : dans sa bouche se trouve une grenade prête à sauter…

## Distribution
- Adam Pålsson (VF : Julien Crampon) : Kurt Wallander
- Richard Dillane (VF : Jérôme Keen) : le superintendent Josef Hemberg
- Leanne Best (en) (VF : Hélène Bizot) : Frida Rask
- Ellise Chappell (VF : Lisa Caruso) : Mona
- Sara Seyed : Jasmine
- Yasen Atour (de) (VF : Eilias Changuel) : Reza Al-Rahman
- Jordan Adene (VF : Martin Faliu) : Ibra
- Kiza Deen (VF : Annie Milon) : Mariam
- Alan Emrys (VF : Marc Arnaud) : Gustav Munck
- Charles Mnene (en) : Bashir « Bash »
- Jacob Collins-Levy (VF : Valéry Schatz) : Karl-Axel Munck
- Gary Oliver (en) : le commissaire

Version française réalisée par Dubbing Brothers ; direction artistique : Cyrille Artaux ; adaptation des dialogues : Sébastin Michel
 Source et légende : version française (VF) sur RS Doublage

## Production

### Tournage
Le tournage a lieu à Vilnius en Lituanie, en septembre 2019. La situation de l’histoire reste à Malmö, dans le sud de la Suède.

### Fiche technique
Sauf indication contraire, les informations mentionnées dans cette section peuvent être confirmées par la base de données cinématographiques IMDb,  présente dans la section « Liens externes ».
- Titre original : Young Wallander
- Titre français : Le Jeune Wallander
- Création : Ben Harris
- Réalisation : Ole Endresen et Jens Jonsson
- Scénario : Ben Harris ; Anoo Bhagavan, Jessica Ruston, Ben Schiffer, Chris Lunt, Henning Mankell et Michael A. Walker
- Musique : Matti Bye
- Direction artistique : Paulius Dascioras
- Décors : Malin Lindholm
- Costumes : Howard Burden
- Photographie : Gaute Gunnari
- Montage : Erlend Kristoffersen, Theo Lindberg et Joakim Pietras
- Casting : Sophie Holland
- Production : Berna Levin

Production déléguée : Ben Harris
- Sociétés de production : Yellow Bird
- Sociétés de distribution : Netflix
- Pays d'origine :  Suède /  Royaume-Uni
- Langue originale :
- Format : couleur - HDTV 1080p
- Genre : drame policier
- Nombre de saisons : 2
- Nombre d'épisodes : 12
- Durée : 41–52 minutes
- Dates de première diffusion :
  - Monde : 3 septembre 2020 sur Netflix

## Épisodes

### Première saison (2020)
Les six épisodes, sans titres, sont numérotés de un à six.

### Deuxième saison (2022)
En novembre 2020, Netflix annonce officiellement la deuxième saison. Les six épisodes ont été mis en ligne le 17 février 2022.